# Riola Xhemaili
Riola Xhemaili, née le 5 mars 2003 à Soleure, est une footballeuse internationale suisse. Elle évolue au poste de milieu de terrain au PSV.

## Biographie
Riola Xhemaili naît le 5 mars 2003 à Soleure. Ses parents quittent le Kosovo dans les années 1980. Elle a une sœur aînée et un frère jumeau.
Elle commence le football à l'âge de 11 ans au FC Soleure.

## Carrière

### En club
En février 2019, Riola Xhemaili joue son premier match de ligue nationale A, à l'âge de 15 ans, avec le FC Bâle contre les BSC Young Boys et marque son premier but à cette occasion,. Elle est ensuite nommée capitaine de l'équipe bâloise à 15 ans.
Elle est transférée au SC Fribourg en 2021. À l'été 2023, elle est transférée au VfL Wolfsburg. Elle est prêtée à l'été 2024 au PSV puis y signe un contrat jusqu'en 2028.

### En sélection
Riola Xhemaili joue son premier match en équipe nationale à l'âge de 17 ans.
Elle est sélectionnée par Nils Nielsen pour participer à l'Euro 2022.
Elle est la dernière joueuse retirée de la sélection pour la coupe du monde 2023. Elle marque le but de la qualification pour les quarts de finale de la compétition.
Elle est sélectionnée par Pia Sundhage pour participer à l'Euro 2025.

## Palmarès
VfL Wolfsburg
- Coupe d'Allemagne (1) :
  - Vainqueure en 2024[1]